# Hocomo (Missouri)
Hocomo est une petite zone non incorporée située dans le comté de Howell, dans l'État du Missouri, aux États-Unis. Elle se trouve à environ treize miles (environ 21 kilomètres) au sud-ouest de West Plains sur la Route 160 des États-Unis.
Un bureau de poste nommé Hocomo a été établi en 1931 et est resté en activité jusqu’en 1981. Le nom de la communauté est une contraction de « HOwell COunty, MO » (Missouri).